# Iglesia de San Aventí de Montsor
San Aventí de Montsor era una capilla o ermita románica del pueblo de Montsor, perteneciente al municipio de  Puebla de Segur, en la comarca del Pallars Jussá, provincia de Lérida.
Sólo se conoce una cita documental de esta iglesia. Es de 973 y se habla en las afrontaciones del pueblo de Sossís. En las encuestas realizadas en 1790 por Francisco de Zamora en Montsor, aparece una mención a una capilla derruida dedicada a san Aventí, en el camino de Peracalç.